# Jan Nikliborc
Jan Nikliborc (ur. 1902 w Białej, zm. 1991 we Wrocławiu) – polski profesor nauk fizycznych, nauczyciel akademicki Politechniki Lwowskiej i Uniwersytetu Wrocławskiego.

## Życiorys
Urodził się w 1902 w Białej. Brat Władysława Michała Nikliborca, sławnego matematyka, profesora Politechniki Lwowskiej i Warszawskiej oraz Uniwersytetu Warszawskiego. Od 1926 studiował fizykę i chemię na Wydziale Filozoficznym Uniwersytetu Jagiellońskiego, w roku akademickim 1926/1927 uzupełniał te studia na Wydziale Matematyczno-Przyrodniczym Uniwersytetu Jana Kazimierza. W 1932 doktoryzował się i objął posadę adiunkta na Politechnice Lwowskiej. W czasie okupacji sowieckiej był docentem na tej uczelni. Po niemieckiej agresji uczył polską młodzież w Szkole Chemicznej. W kwietniu 1946 opuścił Lwów i od maja tego roku pracował na Uniwersytecie Wrocławskim, pełniąc funkcję m.in. kierownika Katedry Fizyki Doświadczalnej II (1948–1950), prodziekana Wydziału Matematyczno-Fizyczno-Chemicznego (1950–1952), kierownika Katedry Fizyki Doświadczalnej II (1951–1968) i Zakładu Fizyki Atomu i Cząsteczki (1969–1973). W 1948 został doktorem habilitowanym na Uniwersytecie Poznańskim, rok później został profesorem nadzwyczajnym, a w 1967 – profesorem zwyczajnym.
Był współtwórcą wrocławskiej szkoły fizyki doświadczalnej, inicjatorem badań powierzchni ciała stałego i budowy pierwszego w Polsce urządzenia do badania powierzchni ciała stałego metodą dyfrakcji powolnych elektronów. Udzielał się jako przewodniczący wrocławskiego oddziału Polskiego Towarzystwa Fizycznego (1950–1951), członek Komitetu Fizyki Polskiej Akademii Nauk i przedstawiciel Polski w Międzynarodowej Unii Nauki i Techniki Próżni OISTAV.
Był mężem romanistki i italianistki Anny z domu Czeżowskiej (1904–1992), siostry prof. Tadeusza Czeżowskiego, filozofa, logika i etyka. Ojciec Joanny Sachse, filologa, i Antoniny, geologa.

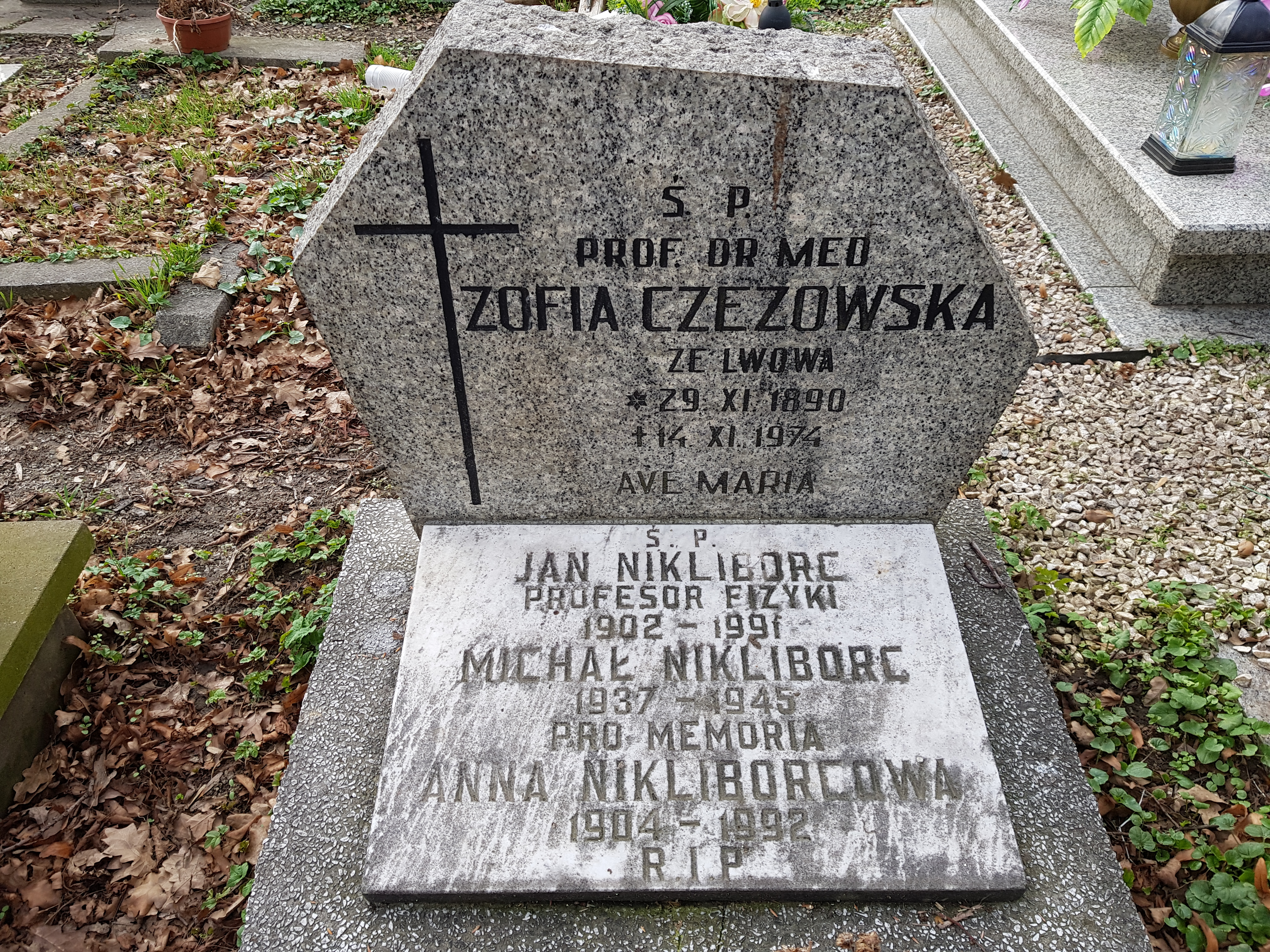
Grób prof. Jana Nikliborca na cmentarzu św. Wawrzyńca we Wrocławiu

Zmarł w 1991 we Wrocławiu, pochowany na cmentarzu św. Wawrzyńca.

## Wybrane publikacje[4]
- On an observation with the Müller microscope. „Acta Phys. Pol.” 1953, 12, s. 244–245
- Pewien prosty typ mikroskopu elektronowego. „Problemy” 1953, 9, s. 755–761
- Nowe osiągnięcia w technice wysokiej próżni. „Postępy Fiz.” 1954, 5, s. 42–57
- Zależność pracy wyjścia elektronów z metalu od kierunku w krysztale i prawdopodobny wpływ tego czynnika na korozję metali. „Roczniki Chemii” 1954, 28, s. 299–302
- Electrification of the dust of NaCl and KCl whiskers. „J. Appl. Phys. Phys.” 1952, 33., s. 2224–2226 (wsp. St. Jakubiszyn, A. Szeynok, A. Wolniewicz)
- Influence of F-center concentration on the electrification of the dust of KCl monocrystals irradiated with β-rays. „J. Appl. Phys.” 1962, 33, s. 613–615 (wsp. A. Szeynok)
- Wspomnienie o prof. Stanisławie Lorii. „Acta Univ. Wratisl. Ser. Matematyka, Fizyka, Astronomia III”, 1962, 12, s. 3–7
- Wysoka próżnia. „Prz. Elektron.” 1962, 3, s. 105–106
- Study of adsorption of germanium on tungsten with the aid of a field-emission microscope. „Acta Phys. Pol.” 1963, 23, s. 53–57 (wsp. T. Radoń, J. Żebrowski)
- Investigation of surface diffusion of germanium and silicon on tungsten. „Acta Phys. Pol.” 1964, 26, s.1023–1025 (wsp. T. Radoń, J. Żebrowski)
- Influence of p and n type impurities on dust electrification in CdTe. „Acta Phys. Pol.” 1965, 28, s. 477–481 (wsp. J. Malcher, A.Szaynok)

## Ordery i odznaczenia
- Krzyż Oficerski Orderu Odrodzenia Polski
- Krzyż Kawalerski Orderu Odrodzenia Polski
- Złoty Krzyż Zasługi (1938)[5]
- Medal 10-lecia Polski Ludowej (1955)[6]